# Ледяная грудь
«Ледяная грудь» (фр. Les seins de glace) — франко-итальянская детективная мелодрама режиссёра Жоржа Лотнера, вышедшая на экраны в 1974 году.
Сценарий фильма написан Лотнером, в его основу положен роман Ричарда Мэтисона 1953 года «Кто-то истекает кровью».

## Сюжет
Сценарист телесериалов Франсуа Рулен (Клод Брассер) во время прогулки по набережной в Ницце знакомится с загадочной красавицей Пегги Листер (Мирей Дарк). Заинтригованный Франсуа следит за Пегги, и обнаруживает, что она живёт под охраной в богатом закрытом особняке, как выясняется, арендованным для неё адвокатом Марком Рильсоном (Ален Делон). Сам адвокат живёт в ещё более роскошном доме с женой и взрослым братом. Марк рассказывает Франсуа, что Пегги была наркоманкой и в своё время убила своего мужа, был суд, который оправдал её, сейчас она полностью излечилась и живёт под его опекой. Брат Марка по секрету сообщает Франсуа, что Марк влюблён в Пегги и хочет на ней жениться. Похоже, что и брат тоже влюблен в Пегги. Несмотря на чинимые препятствия со стороны Марка, Франсуа пытается развивать отношения с Пегги, хотя она его предупреждает, что сближение с ней может быть опасно.
Однажды ночью в своём доме Пегги будит своего охранника и возбуждает его до такого состояния, что он начинает её преследовать по дому. Через некоторое время она звонит Марку, и сообщает, что охранник убит (заколот в шею ножницами). Марк срочно приезжает со своим помощником, вывозит тело и топит его в море, за этой сценой тайно наблюдает брат Марка. На следующий день по анонимному звонку полиция извлекает из моря труп охранника. Дело ведёт шеф местной полиции и друг Марка. Подозрение в убийстве, естественно, падает на Пегги, так как убийство произошло в её доме, в котором в тот момент никого больше не было. Однако по просьбе Марка Франсуа обеспечивает Пегги алиби, утверждая, что она провела ночь в его квартире (она действительно была у него, но только после убийства).
Вскоре в квартире Франсуа полиция обнаруживает заколотым ножом брата Марка. На этот раз подозрение полиции падает на Франсуа, хотя он в этот момент находился в доме Марка, в то время, как Пегги была в его квартире и туда же приехали Марк с помощником и отдельно от них, брат Марка. Франсуа сажают в камеру, он просит Марка быть его адвокатом и при личной встрече говорит, что откажется от ложного алиби, которое он сделал Пегги по просьбе Марка, если тот не добьётся его освобождения. На встрече Франсуа с шефом полиции Марк неожиданно заявляет, что это он убил и охранника, и своего брата, после чего Франсуа освобождают.
Вместе с Пегги Франсуа тут же уезжает провести несколько дней в уютном горном отеле. Они заказывают шампанское, Пегги идёт в ванную, полностью раздевается и с опасной бритвой выходит к Франсуа. При попытке Франсуа её обнять Пегги неожиданно достает бритву и пытается порезать Франсуа лицо и грудь. В этот момент в номер врывается Марк и фактически спасает Франсуа. Оказывается, Марк уговорил шефа полиции отпустить его на 24 часа, чтобы уладить дело. Он выяснил адрес отеля, куда уехали Пегги и Франсуа, приехал на место, обезвредил Пегги и вывез её на машине на отдаленную смотровую площадку в горах. В последней сцене преследовавший их Франсуа наблюдает, как Марк под разговоры, что они уедут отсюда далеко в Австралию и начнут там новую жизнь, приставляет к затылку Пегги пистолет и стреляет.

## В ролях
- Ален Делон — Марк Рильсон
- Мирей Дарк — Пегги Листер
- Клод Брассёр — Франсуа Роллен